# Celia en el colegio
Celia en el colegio (1932) es el segundo libro en la serie de Celia creada en 1928 por la escritora española Elena Fortún, después de Celia, lo que dice (1929).  
La serie, hoy considerada un ejemplar clásico de la literatura infantil española, cuenta sobre la niñez y la adolescencia de una niña de siete años llamada Celia Gálvez de Moltanbán y cómo ella afrontaba las diferentes circunstancias que le afectaban durante ese trayecto.  El personaje y las aventuras de Celia reflejaban la sociedad actual del país durante los años 30, bajo la amenaza de la llegada de la guerra civil española y otros problemas. 
Celia, con su ingeniosa manera de interrogar el mundo que le rodeaba, particularmente el de los adultos, llegó a ser un personaje entrañable, querido y leído por muchos; al principio, los libros se escribían con el propósito de entretener a las niñas, pero con el paso del tiempo, los cuentos de Celia se han hecho populares con los niños también. 
El director español José Luis Borau llevó los tres primeros volúmenes de las aventuras de Celia, Celia, lo que dice, Celia en el colegio y Celia novelista a la televisión a través de una serie de seis capítulos que protagonizaban a Cristina Cruz Mínguez como el personaje de Celia.

## Argumento
Siguiendo su serie de travesuras en Celia, lo que dice, Celia es llevada a un convento donde pasará a ser educada por las monjas.  Su padre está apenado por la decisión, ya que nunca favoreció a las monjas, pero el hombre no encuentra ninguna otra alternativa.  Al principio, Celia no está muy contenta con el gran cambio en su vida; echa de menos a su familia y está segura de que su padre la echa aún más de menos.  Sin embargo, su padre le asegura que aunque desearía que volviese a casa, prefiere que se quede en el colegio por un tiempo. 
Al oír esto Celia deja de preocuparse por su padre, sabiendo que está bien, y se prepara para un montón de aventuras en el colegio con sus amigas y las monjas.  Las monjas tienen grandes dificultades con Celia; ellas quieren enseñarle a comportarse y la niña quiere ser buena, sin embargo, ambas fracasan.  Entre las travesuras de Celia están el subirse a lo alto de una torre, montarse en el carro de un huevero y jugar con un grupo de niños sucios y callejeros; todo lo cual atenta contra las normas del convento. 
Cuando se acerca el verano, Celia es invitada a participar en la función de fin de curso, pero como es de esperar, todo acaba en desastre.  Doña Benita, su querida compañera de juegos, viene a visitar a Celia y a llevársela durante unos días cuando por fin llega el verano.  Ambas visitan un circo y se divierten juntas. 
El padre de Celia le regala a su hija un cuaderno donde espera que escribirá los cuentos que se le ocurran, ya que los demás parece sabérselos todos.  Una vez de vuelta en el colegio, las travesuras y los líos continúan.  En venganza por una pequeña travesura, una de las niñas tira el cuaderno de Celia, en el cual ya había empezado a escribir, a un pozo. 
Sus aventuras de la imaginación no mueren ahí, y cuenta dichas aventuras en el siguiente volumen, Celia novelista.  Los padres de Celia se van a París, y su tío Rodrigo, quien no soporta a las religiosas, insiste en llevarse a la niña del convento y a vivir con él en su casa en Madrid.